# Alexander Campbell (Politiker, 1814)
Alexander Campbell (* 4. Oktober 1814 in Franklin County, Pennsylvania; † 8. August 1898 in LaSalle, Illinois) war ein US-amerikanischer Politiker.
Campbell zog 1850 nach LaSalle in Illinois. 1852 und 1853 war er Bürgermeister dieser Stadt. In den Jahren 1858 und 1859 saß er als Abgeordneter im Repräsentantenhaus von Illinois.
Campbell wurde als Unabhängiger in den 44. Kongress gewählt und vertrat dort den Bundesstaat Illinois vom 4. März 1875 bis zum 3. März 1877 im US-Repräsentantenhaus. Bei den Wahlen 1876 konnte er seinen Sitz nicht verteidigen. Nach seiner politischen Karriere zog er sich aus dem öffentlichen Leben zurück. Er starb 1898 in LaSalle und wurde auf dem Oakwood Cemetery beigesetzt.